# 平良竜哉
平良 竜哉（たいら りゅうや、1998年7月9日 - ）は、沖縄県うるま市出身のプロ野球選手（内野手・育成選手）。右投右打。東北楽天ゴールデンイーグルス所属。

## 経歴

### プロ入り前
うるま市立伊波小学校で野球を始め、うるま市立伊波中学校では軟式野球部に所属。
沖縄県立前原高等学校では内野手のレギュラーを務めたが、3年間で甲子園大会出場はなかった。
高校卒業後、九州共立大学に進学。4年間でリーグ戦通算101安打を記録した。
大学卒業後はNTT西日本へ入社。2022年には第47回社会人野球日本選手権大会予選にて、ニチダイとの近畿地区敗者復活代表決定戦で2打席連続本塁打を記録して勝利に貢献し、本選出場を決めた。その後、同年のドラフト会議にて、東北楽天ゴールデンイーグルスから5位指名を受け、11月15日に契約金4000万円、年俸920万円で仮契約した（金額は推定）。担当スカウトは足立祐一。背番号は30。

### 楽天時代
2023年はフレッシュオールスターゲームに選出され、3打数3安打1打点1盗塁の活躍を見せ、優秀選手賞を受賞した。同年は一軍出場がなく、二軍では102試合の出場で打率.259、2本塁打という成績を残した。11月7日に20万円減となる推定年俸900万円で契約を更改した。
2024年は出場機会の増加を目指し、春季キャンプから「人生初めて」という外野手に挑戦した。同年は一軍初出場や初安打を記録する一方、二軍では打率.171、0本塁打と前年から大きく成績を落とした。オフの10月29日に球団から戦力外通告を行ったことおよび育成選手としての再契約を打診したことが発表された。11月29日に正式に育成再契約に合意した。背番号は030。

## 選手としての特徴
身長170cmと小柄ながら長打力に秀でる。目標とする選手としてホセ・アルトゥーベや山田哲人を挙げている。

## 詳細情報

### 年度別打撃成績
| 年 度     | 球 団     | 試 合 | 打 席 | 打 数 | 得 点 | 安 打 | 二 塁 打 | 三 塁 打 | 本 塁 打 | 塁 打 | 打 点 | 盗 塁 | 盗 塁 死 | 犠 打 | 犠 飛 | 四 球 | 敬 遠 | 死 球 | 三 振 | 併 殺 打 | 打 率 | 出 塁 率 | 長 打 率 | O P S |
| --------- | --------- | ----- | ----- | ----- | ----- | ----- | -------- | -------- | -------- | ----- | ----- | ----- | -------- | ----- | ----- | ----- | ----- | ----- | ----- | -------- | ----- | -------- | -------- | ----- |
| 2024      | 楽天      | 18    | 24    | 21    | 4     | 3     | 0        | 0        | 0        | 3     | 3     | 0     | 1        | 1     | 0     | 2     | 0     | 0     | 3     | 0        | .143  | .217     | .143     | .360  |
| 通算：1年 | 通算：1年 | 18    | 24    | 21    | 4     | 3     | 0        | 0        | 0        | 3     | 3     | 0     | 1        | 1     | 0     | 2     | 0     | 0     | 3     | 0        | .143  | .217     | .143     | .360  |

- 2024年度シーズン終了時

### 年度別守備成績
内野守備
| 年 度 | 球 団 | 三塁  | 三塁  | 三塁  | 三塁  | 三塁  | 三塁     |
| 年 度 | 球 団 | 試 合 | 刺 殺 | 補 殺 | 失 策 | 併 殺 | 守 備 率 |
| ----- | ----- | ----- | ----- | ----- | ----- | ----- | -------- |
| 2024  | 楽天  | 4     | 0     | 2     | 0     | 0     | 1.000    |
| 通算  | 通算  | 4     | 0     | 2     | 0     | 0     | 1.000    |

外野守備
| 年 度 | 球 団 | 外野  | 外野  | 外野  | 外野  | 外野  | 外野     |
| 年 度 | 球 団 | 試 合 | 刺 殺 | 補 殺 | 失 策 | 併 殺 | 守 備 率 |
| ----- | ----- | ----- | ----- | ----- | ----- | ----- | -------- |
| 2024  | 楽天  | 5     | 13    | 0     | 0     | 0     | 1.000    |
| 通算  | 通算  | 5     | 13    | 0     | 0     | 0     | 1.000    |

- 2024年度シーズン終了時

### 記録
初記録
- 初出場：2024年4月20日、対埼玉西武ライオンズ5回戦（ベルーナドーム）、9回表に島内宏明の代走で出場
- 初打席：2024年4月28日、対千葉ロッテマリーンズ5回戦（ZOZOマリンスタジアム）、8回表に石原彪の代打で出場、西村天裕から遊飛
- 初先発出場：2024年5月8日、対オリックス・バファローズ8回戦（こまちスタジアム）、9番・左翼手で先発出場
- 初安打：同上、4回裏に宮城大弥から三塁内野安打
- 初打点：2024年5月10日、対埼玉西武ライオンズ7回戦（ベルーナドーム）、8回表に浜屋将太から右前2点適時打

### 背番号
- 30（2023年 - 2024年）
- 030（2025年 - ）